# Arinagour
Arinagour är den största orten på ön Coll, Argyll and Bute, Skottland. Byn är belägen 22 km från Scarinish. Orten har 50 invånare.